# Stmpd Rcrds
STMPD RCRDS (phát âm là "Stamped Records") là một hãng đĩa thu âm được thành lập vào ngày 4 tháng 3 năm 2016 bởi DJ, nhạc sĩ kiêm nhà sản xuất âm nhạc người Hà Lan Martin Garrix

## Lịch sử
Martin Garrix lần đầu tiên thông báo rằng anh thành lập nhãn hiệu riêng của mình trên một chương trình truyền hình của Hà Lan và trong bộ phim nhỏ của anh, The Martin Garrix Show. Tin tức này đã nhanh chóng xuất hiện sau khi Martin rời Spinnin' Records và MusicAllStars Management vào ngày 27 tháng 8 năm 2015 do sự bất đồng về quyền sở hữu bản quyền âm nhạc giữa hai bên.
Tên của nhãn đề cập đến tem và được lấy cảm hứng từ công ty bán đấu giá tem của cha anh.
 Martin Garrix đã phát hành bài hát đầu tiên của nhãn hiệu "Now That I've Found You", có sự góp giọng của John Martin và Michel Zitron. Giai điệu của bài hát ban đầu được tạo ra bởi Martin Garrix trong Dancefair vào tháng 4 năm 2015 và đặc biệt là sau đó đã được chơi trong suốt set nhạc của anh ấy tại Sziget Festival 
Để chào mừng sự ra mắt của nhãn hiệu mới, Martin Garrix đã tổ chức một bữa tiệc tại Câu lạc bộ đêm STORY vào Thứ sáu, 18 Tháng 3 năm 2016, sau khi anh kết thúc màn diễn chính tại Ultra Music Festival Miami 

## Nghệ sĩ
- AREA21
- Arty
- Bad Decisions
- Brooks
- Bleu Clair
- Blinders
- Chris Maillé
- CMC$
- Codes
- Conro
- Crash Land
- Disero
- DubVision
- Dyro
- Florian Picasso
- GRX
- Jay Hardway
- Jonas Aden
- Julian Jordan
- Justin Mylo
- LIØNE
- LOOPERS
- Martin Garrix
- Matisse & Sadko
- Mesto
- Third Party
- TV Noise
- Osrin
- Seth Hills
- NZTZ
- Kage
- Silque

## Phát hành (theo thứ tự)

### AREA21
- AREA21 - Spaceships
- AREA21 - Girls
- AREA21 - We Did It
- AREA21 - Glad You Came
- AREA21 - Help

### Arty
- Arty - Supposed To Be

### Bad Decisions
- Bad Decisions - Chills

### Blinders
- Blinders - Snakecharmer
- Blinders - Okami
- Blinders - Melt (Tasty)
- Blinders - Leaving
- Blinders & Martin Garrix - Breach (Walk Alone)
- Blinders & TV Noise - Fire
- Blinders - Relieve

### Brooks
- Brooks & Martin Garrix - Byte
- Brooks & GRX - Boomerang
- Brooks - Lynx
- Brooks & Julian Jordan - Without You
- Brooks & Jonas Aden - Riot

### Codes
- Pleasure EP
- Codes - Pleasure
- Codes - Reality Music
- Codes - Tap That Ass

### Conro
- Conro & Disero - Like You Love Me (hợp tác với Alice France)

### CMC$
- CMC$ & Conor Maynard - Understand Me

```
Remixes: CMC$ & Conor Maynard - Bougenvilla Remix
         CMC$ & Conor Maynard - FANNYPACK Remix
         CMC$ & Conor Maynard - Roses Remix
         CMC$ & Conor Maynard - Slashtaq Remix
```

- CMC$ & CADE - Thinkin' Bout Myself

### Crash Land
- Crash Land - Crash Land